# 莫邦富
莫邦富（1953年—）是一位日本华人作家，经济评论家。

## 生平
1953年出生于上海，1977年毕业于上海外国语大学日语专业，后留校任教。1985年赴日留学，获得二松学舍大学大学院博士学位。1995年起担任東京都會電視台节目审议会委员，在《日经中文网》、《时事速报》等媒体开设专栏介绍中国。

## 著作
- 《中国：世界工厂世纪市场》，2002年1月，精要文化，ISBN 9789628805396
- 《拼着》，2002年10月，世界知识出版社，ISBN 9787501218493
- 《点击蛇头》，2004年5月，世界知识出版社，ISBN 9787501222124
- 《鲷与羊》，2017年5月，上海交通大学出版社，ISBN 9787313168368